# جغرافيا قطر

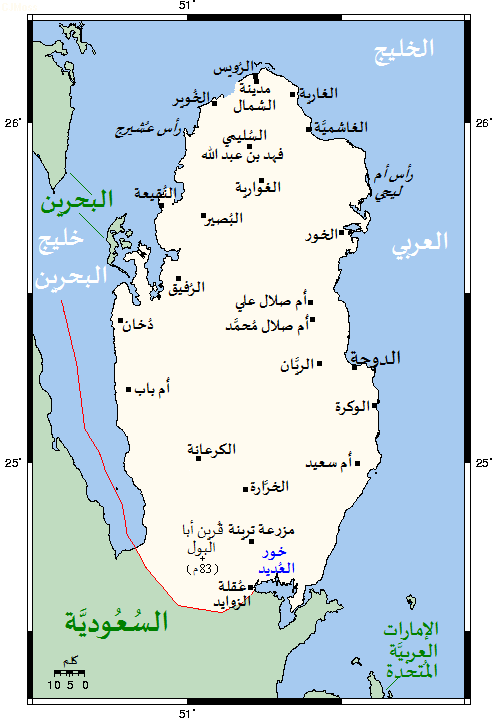
خريطة قطر

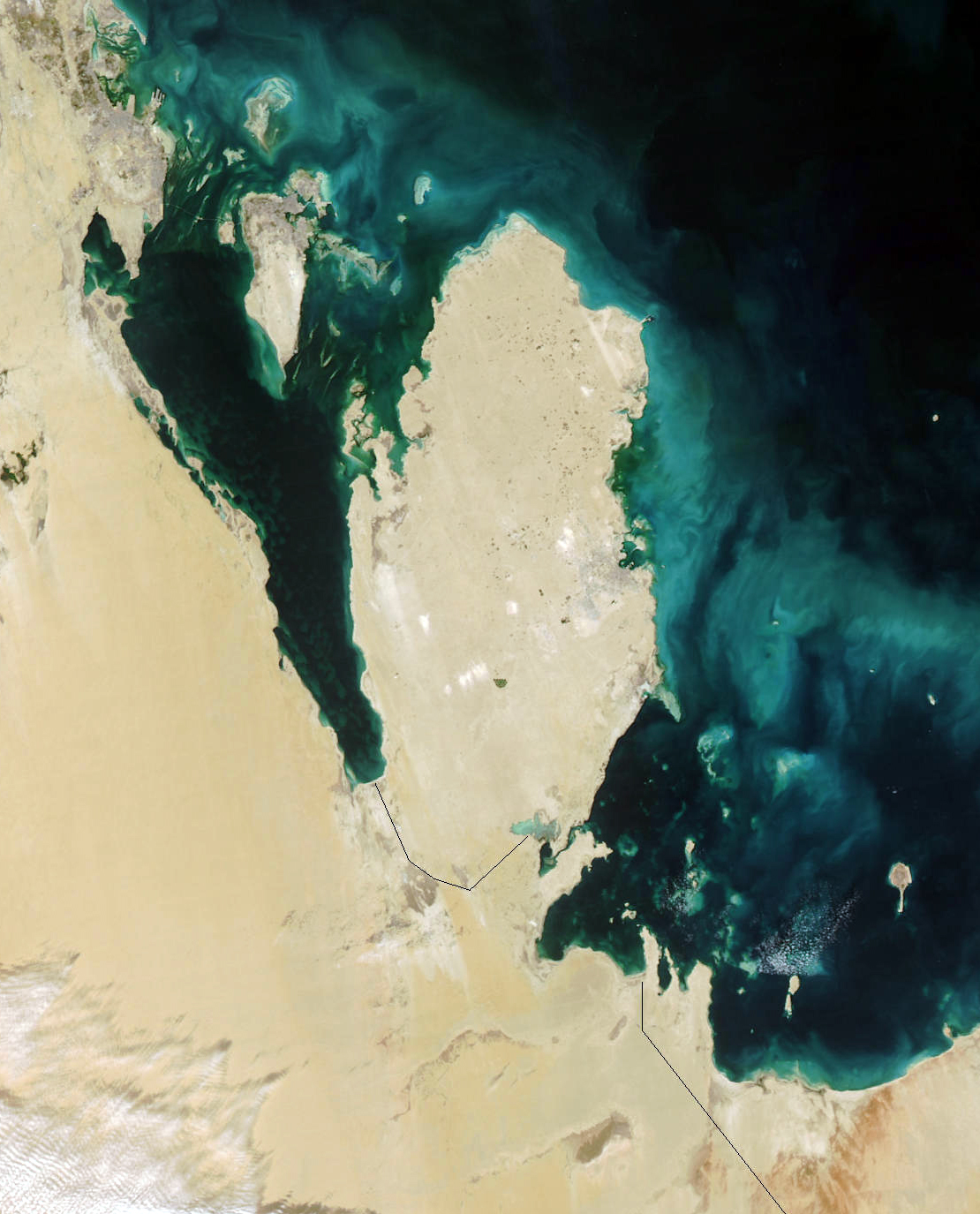
قطر من الفضاء الجوي 31 يناير 2003

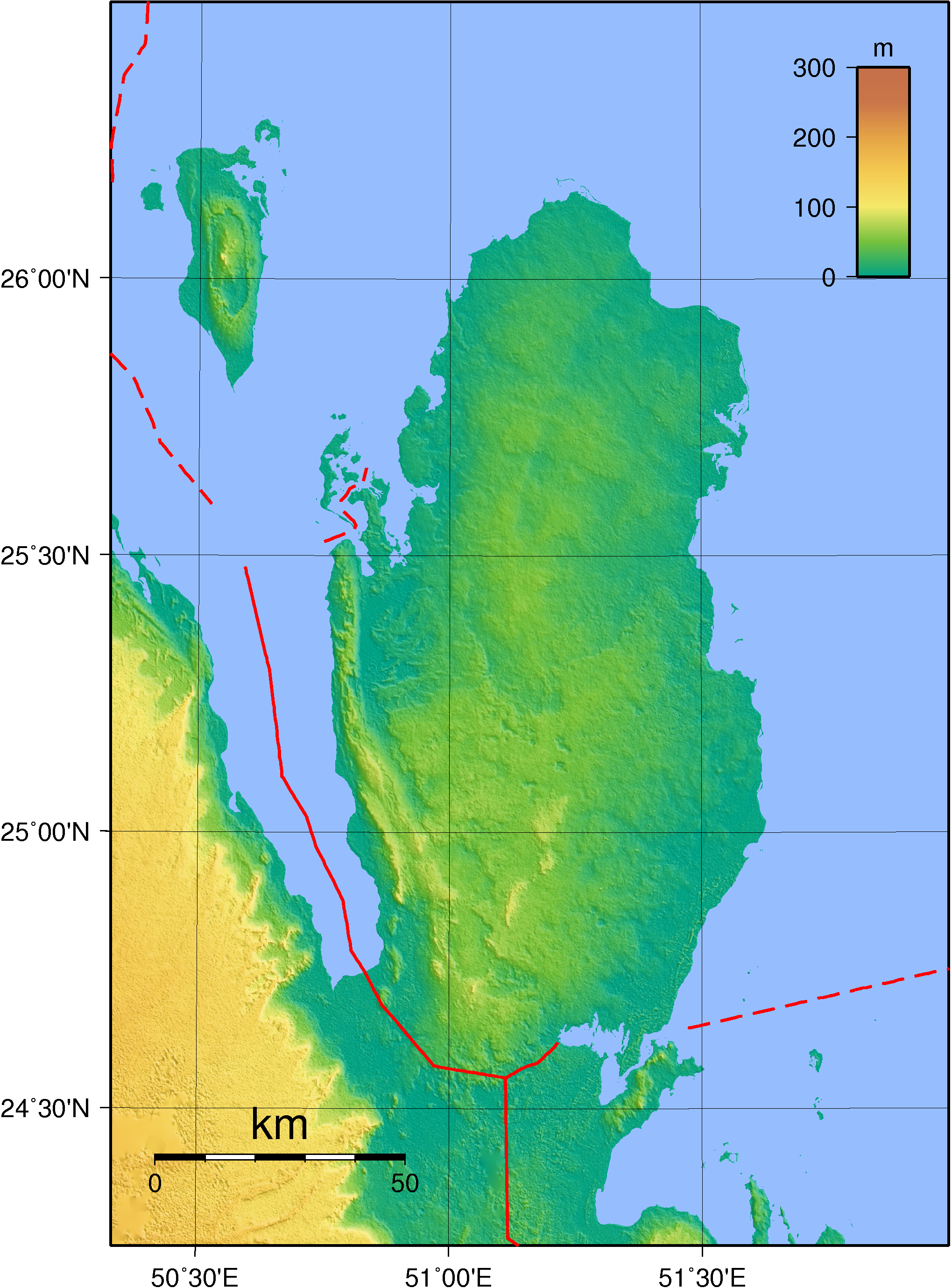
طبوغرافيا قطر

قطر تقع في الشرق الأوسط في غرب آسيا، يحدها السعودية والخليج العربي في موقع إستراتيجي. تغطي قطر 11,437 كيلومتر مربع على شبه جزيرة فتمتد 160 كيلومتر شمالا في الخليج العربي من شبه الجزيرة العربية.العرض بين 55 و 90 كيلومتر وقطر أساسيا مسطحة، أعلى نقطة 103 متر. وهي شبه جزيرة في منتصف الساحل الغربي للخليج العربي، تتصل براً بالمملكة العربية السعودية وتجاور كلاً من دولة الإمارات العربية المتحدة ومملكة البحرين وإيران. تتبع لدولة قطر بعض الجزر أهمها جزر حالول وشراعوه والسافلية والأسحاط وغيرها. تتكون أراضيها من سطح صخري منبسط مع بعض الهضاب والتلال الكلسية في منطقة دخان في الغرب ومنطقة جبل فويرط في الشمال، ويمتاز هذا السطح بكثرة الأخوار والخلجان والأحواض والمنخفضات التي يطلق عليها (الروض) وتوجد في مناطق الشمال والوسط التي تعدّ بدورها من أكثر المواقع خصوبة حيث تكثر فيها النباتات الطبيعية. تحد قطر من الجنوب السعودية وأيضا من الغرب وفي الشمال الخليج العربي وفي الشرق أيضا وتحدها الإمارات من جنوب شرق أهم المدن فيها : الدوحة - الخور - الشمال -الريان - الوكرة - مسيعيد.

## المناخ
يتميز الصيف الطويل (أيار / مايو إلى أيلول / سبتمبر) من الحرارة الشديدة والجفاف والرطوبة بالتناوب مع درجات حرارة تصل إلى 50 درجة مئوية (122 درجة فهرنهايت). درجات الحرارة معتدلة من نوفمبر من خلال أيار / مايو، على الرغم من درجات الحرارة في فصل الشتاء قد تنخفض إلى 5 درجات مئوية (41 درجة فهرنهايت). الأمطار لا تكاد تذكر، حيث بلغ متوسطها 100 ملم (3.9) في السنة، تقتصر على أشهر الشتاء، والسقوط في سطور العواصف في بعض الأحيان، من الفيضانات الغزيرة التي غالبا ما الوديان الصغيرة والأودية الجافة عادة. فجأة، والعواصف الترابية العنيفة أحيانا تنزل في شبه الجزيرة، فتحجب الشمس، مما تسبب في أضرار الرياح، وتعطيل لحظات النقل والخدمات الأخرى. معظم البلد يكون صحراء ترابية وجزء صغير صالح للزراعة .

## السكان
ويقدر عدد سكان قطر في عام 2003 من قبل الأمم المتحدة في 610000، والتي وضعت على أنها رقم 158 في عدد السكان بين 193 من الدول في العالم.. في تلك السنة وكان ما يقرب من 1٪ من السكان فوق سن 65 سنة من العمر، مع آخر 26٪ من السكان تحت سن 15 سنة.. كان هناك 173 ذكور مقابل كل 100 أنثى في البلاد في عام 2003. وفقا للأمم المتحدة، ومعدل النمو السكاني السنوي للفترة 2000-2005 هو 1.54٪، مع عدد السكان المتوقع للعام 2015 في 711000. وكانت الكثافة السكانية في عام 2002 بنسبة 56 في كم مربع (146 لكل ميل مربع). ومع ذلك، فإن الكثير من غير مأهولة بالسكان في البلاد الصحراوية.
وقدرت من قبل مكتب المراجع السكانية أن 93٪ من السكان يعيشون في المناطق الحضرية في عام 2001.. كان عدد سكان العاصمة، الدوحة، ويبلغ عدد سكانها 391000 في تلك السنة.. لقد نمت اثنين غيرها من المدن الرئيسية في كل أنحاء صناعة النفط: دخان، على الساحل الغربي، وميناء أم سعيد، إلى الجنوب من الدوحة. وفقا للأمم المتحدة، وكان معدل النمو السكاني في المناطق الحضرية للفترة 2000-2005 بنسبة 1.5٪

## الاستثمار الأجنبي
الحكومة القطرية تشجع على الاستثمار في الخارج في قطر مشروطا أغلبية القطريين الفائدة. على سبيل المثال، شركة مملوكة لشركة قطر للبتروكيماويات من قبل حكومة قطر (80٪)، والشركة الفرنسية CDF Chimie Atochem (10٪)، والإيطالية Enichem شركة (10٪). شركة قطر للغاز، والتي بدأت الإنتاج في عام 1996، هو مشروع بين المملوكة للدولة قطر الهيئة العامة للبترول (QGPC) مع 65٪ وأربع شركات أجنبية أخرى من بينها شركة النفط موبيل الولايات المتحدة مع حصة 10٪ في عام 1992 وقعت الشركة على اتفاقية بيع وشراء مع السلطة تشوبو الكتريك شركة في اليابان لبيع الغاز الطبيعي المسال سنويا لمدة 25 عاما شركة أخرى الولايات المتحدة، وشركة فيليبس وقعت اتفاقا مع QGPC مايو 1977 لإنشاء مجمع جديد للبتروكيماويات بقيمة 750 مليون دولار في المنطقة الصناعية أم سعيد.
حتى منتصف 1990s، وكانت الشركات اليابانية والأوروبية كبار الموردين الدوليين إلى القطاعات الصناعية التالية توليد الطاقة وتحلية المياه والاتصالات السلكية واللاسلكية والسيارات والآلات الثقيلة، والمعدات النفطية. ومنذ ذلك الحين، ومع ذلك، ارتفعت حصة السوق من الشركات الأمريكية إلى أكثر من 14٪. وتقدر الاستثمارات الأجنبية في الاستخلاص المعزز للنفط والإنتاج، والغاز الطبيعي المسال عبر الفترة من 1992 إلى 2002 إلى أكثر من 10 وبلغت مليار دولار. الخارجية المباشرة نشرت الاستثمار (FDI) تبين الإحصاءات ذروة بلغت 418300000 دولار في عام 1997، تراجع إلى 113.3 مليون دولار في عام 1999.. في عام 2000 وارتفع الاستثمار الأجنبي المباشر إلى 251600000 دولار، ولكن امتنع عن 237400000 دولار في عام 2001. وكان الاستثمار الأجنبي المباشر المتوسط السنوي 1997-2001 273580000 $.

## صيد السمك
لقد التقطت كليا قطر الوطني شركة صيد السمك، وشكلت كشراكة قطر والمملكة المتحدة في عام 1966، برئاسة دولة قطر عام 1980 ولها أسطول صيد الروبيان الخاصة وتجهيز المرافق وبلغ مجموع إنتاج الأسماك والمحار في عام 2000 هو 7142 طن (مقابل 4207 طن في عام 1999). قد اختفى لؤلؤة صيد الأسماك، والمهم مرة واحدة في قطر، تقريبا. وقد تم تحسين المرافق صيد السمك الرئيسي في الدوحة والخور. قد أثرت سلبا على الصيد الجائر والتلوث الصيد، وهناك مزيد من القلق من أن التلوث النفطي من حرب الخليج قد تتفاقم الأوضاع إلى أبعد من ذلك.

## وسائل الإعلام
قطر تتمتع بالهاتفية الخارجية ممتازة، والتلكس، ومرافق كابل. للاتصال المباشر الخدمة الهاتفية متاحة لمعظم أنحاء أوروبا والشرق الأوسط، والولايات المتحدة. هناك ما يقدر ب 142000 هاتف رئيسي في عام 1997 مع الهواتف الخلوية 43476 إضافية في الاستخدام. البرامج الإذاعية وتشمل 12 ساعة في اليوم من اللغة الإنجليزية الخدمة. وقد وضعت هذه الخدمة باللغة الفرنسية في عام 1985. اعتبارا من عام 1998 كان هناك 6 صباحا و 5 محطات راديو اف ام. في عام 2001، كان هناك واحد محطة تلفزيونية.. البث هي في معظمها باللغة العربية.. في عام 1997 كانت هناك 268 وأجهزة الراديو وأجهزة التلفزيون 273 لكل 1,000 عدد السكان. In 2001, في عام 2001، كان هناك 75000 مشترك في الإنترنت، مع إمكانية الوصول المتاحة من خلال احتكار الاتصالات السلكية واللاسلكية الخاصة. في عام 2002، كان هناك ستة الصحف اليومية الرئيسية. المنشورات التجارية المتاحة في قطر (مع شخصيات تداول 2002) وتشمل الصحف اليوميةالعرب "(25,000)، سورة الراية (25,000)، الشرق (45000)، شركة الوطن (NA)، النشرة اليومية الأخبار (NA)، وخليج تايمز (15,000) اعتبارا من عام 1995 كان هناك اثنين من صحيفة أسبوعية سياسية كبيرة (مع التداولات 1995) العروبة (50,000)، وآل الأحد (11000).
تم رفع الرقابة الرسمية من وسائل الإعلام المطبوعة في عام 1995. ومنذ ذلك الحين، على ما يقال أن وسائل الإعلام المطبوعة كانت حرة من تدخل الحكومة. وظيفة الرقابة يستمر لأفلام وأشرطة الفيديو، والبرامج الإذاعية والتلفزيونية. كذلك يحظر على العديد من المطبوعات الأجنبية، أو لديك أجزاء كبيرة ظلام دامس. البنود رقابة عادة هي تلك التي تحتوي على مواد جنسية صريحة أو أي شيء يعدّ معاديا أو مخالفة لتعاليم الإسلام.
ومن الجدير بالذكر أن في سنة 1996 تم إنشاء قناة الجزيرة الأخبارية وهي الآن تعدّ أكبر شبكة تلفزيونية في الشرق الأوسط ولها عدة قناوات فضائية وإذاعية أخرى.

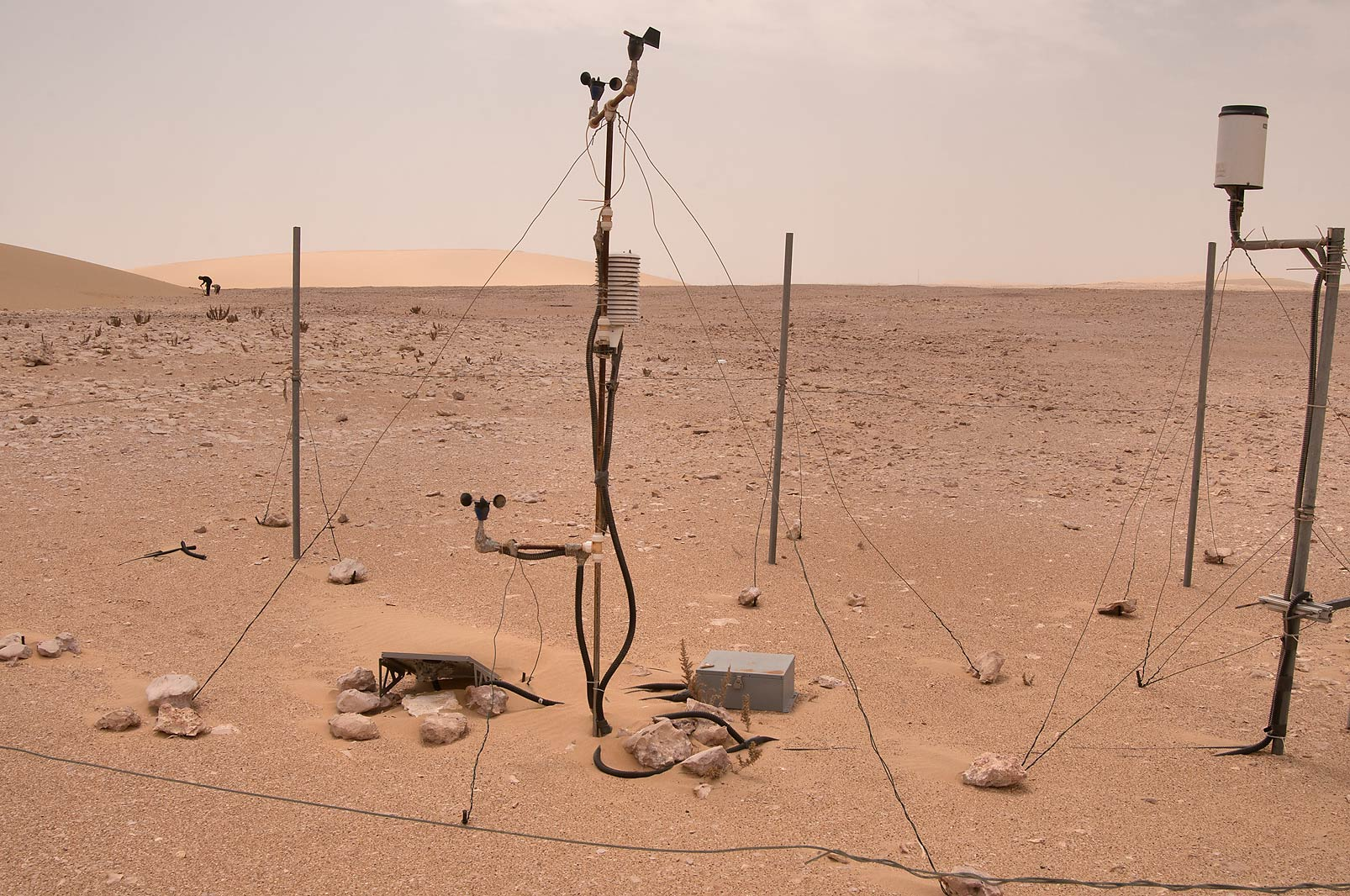
محطة الطقس في الخرارة

## التضاريس والمناطق الطبيعية
شبه جزيرة قطر منخفضة. شكلها هو التعبير السطحي لقوس قطر المائل الذي تشكل أثناء اصطدام أمار في العصر ما قبل الكمبري حوالي 640  إلى 620  مليون سنة مضت2. وهي محاطة بالرمال السائبة والحصى المكسورة من الحجر الجيري البارز. توجد سهول ناعمة مغطاة بغبار ناعم الحبيبات في الشرق، بينما تتكون الأجزاء الجنوبية والجنوبية الغربية من شبه الجزيرة بشكل أساسي من الكثبان الرملية والمسطحات الملحية (المعروفة محليًا باسم السبخات )، وخاصة بالقرب من مسيعيد وخور العديد. يمكن أيضًا العثور على السبخات في غرب قطر، بالقرب من دخان وسودة نثيل. يمكن العثور على سلاسل التلال (الجبال) في غرب قطر بالقرب من دخان وفي جبل فويرط على الساحل الشمالي الشرقي. لأغراض التصنيف تنقسم البلاد إلى خمس مناطق رئيسية: السهل الساحلي والسهل الداخلي والحزام الأوسط ومنطقة دخان والصحراء الجنوبية.

### السهل الساحلي
ساحل قطر يمتد لمسافة حوالي 650 كيلومتر (400 ميل) من أبو سمرة إلى خور العديد عبر الرويس وهي ظاهرة وتتميز بتكوينات جيولوجية حديثة. الساحل الغربي من أبو سمرة إلى رأس دخان مستقيم نسبيًا بينما يتخلله شمالًا إلى الرويس توغلات مائية دائرية ومستطيلة. الساحل الشرقي أوسع، مع تزايد الارتفاعات شرقًا من دوحة الحسين. تقع العديد من الجزر الساحلية المسطحة والمنخفضة بالقرب من الساحل ويصاحبها الشعاب المرجانية. ونتيجة لاتصال المياه المالحة بالأراضي المنخفضة تشكلت العديد من المسطحات الملحية (المعروفة محليًا باسم السبخات ) بالقرب من الساحل.

### سهل داخلي

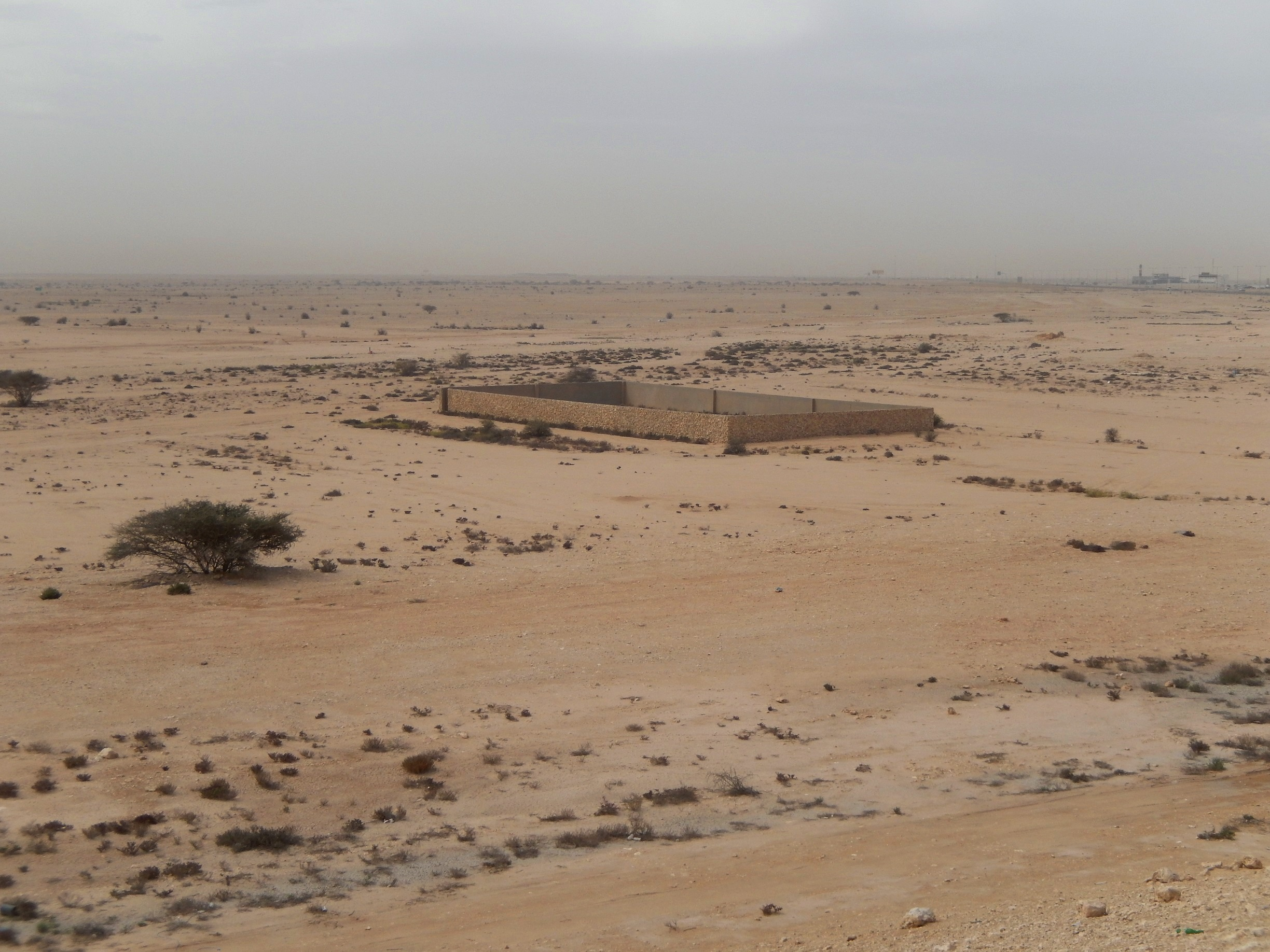
صحراء سميسمة تقع في القسم الجنوبي من منطقة السهل الداخلي

تبدأ هذه المنطقة من الحواف الداخلية للشريط الساحلي، ويحدها من الشمال خط المفجر - أبو ظلوف. وتتسع بشكل كبير جنوبًا حيث يمتد قطاعها الشمالي 18.5 كيلومتر (11.5 ميل) بين العذبة والركيات بينما يبلغ طول قاعدتها الجنوبية بين أم الذهب والسويحلية 46.5 كيلومتر (28.9 ميل). السطح مُرصّع بأحد عشر حوضًا مغلقًا. القطاع الشمالي مُسطّح نسبيًا بينما يُظهر القطاع الأوسط، بين فويرط وروضة الفرس تضاريس أكثر تعقيدًا بارتفاعات تتراوح بين 11 متر (36 قدم) إلى 21 متر (69 قدم).

### الحزام المركزي
تتماشى هذه المنطقة مع قبة قطر الرئيسية الموجهة من الشمال إلى الجنوب. وتتميز بتنوعها الطوبوغرافي، حيث تتراوح ارتفاعاتها بين 31 متر (102 قدم) إلى 49 متر (161 قدم) فوق مستوى سطح البحر. السطح غير مستوٍ، مع تلال دائرية أو مستطيلة على طول الحدود الغربية يصل ارتفاعها إلى 41 متر (135 قدم) إلى 49 متر (161 قدم). تنتشر أربعة عشر حوضًا مغلقًا في جميع أنحاء المنطقة، أصغرها في الشرق ضمن تكوين الروس، وأكبرها في الغرب ضمن تكوين الدمام. تقع أعلى النقاط في التلال جنوب شرق الجميلية وغرب طريق الجميلية-الشحانية.

### منطقة دخان

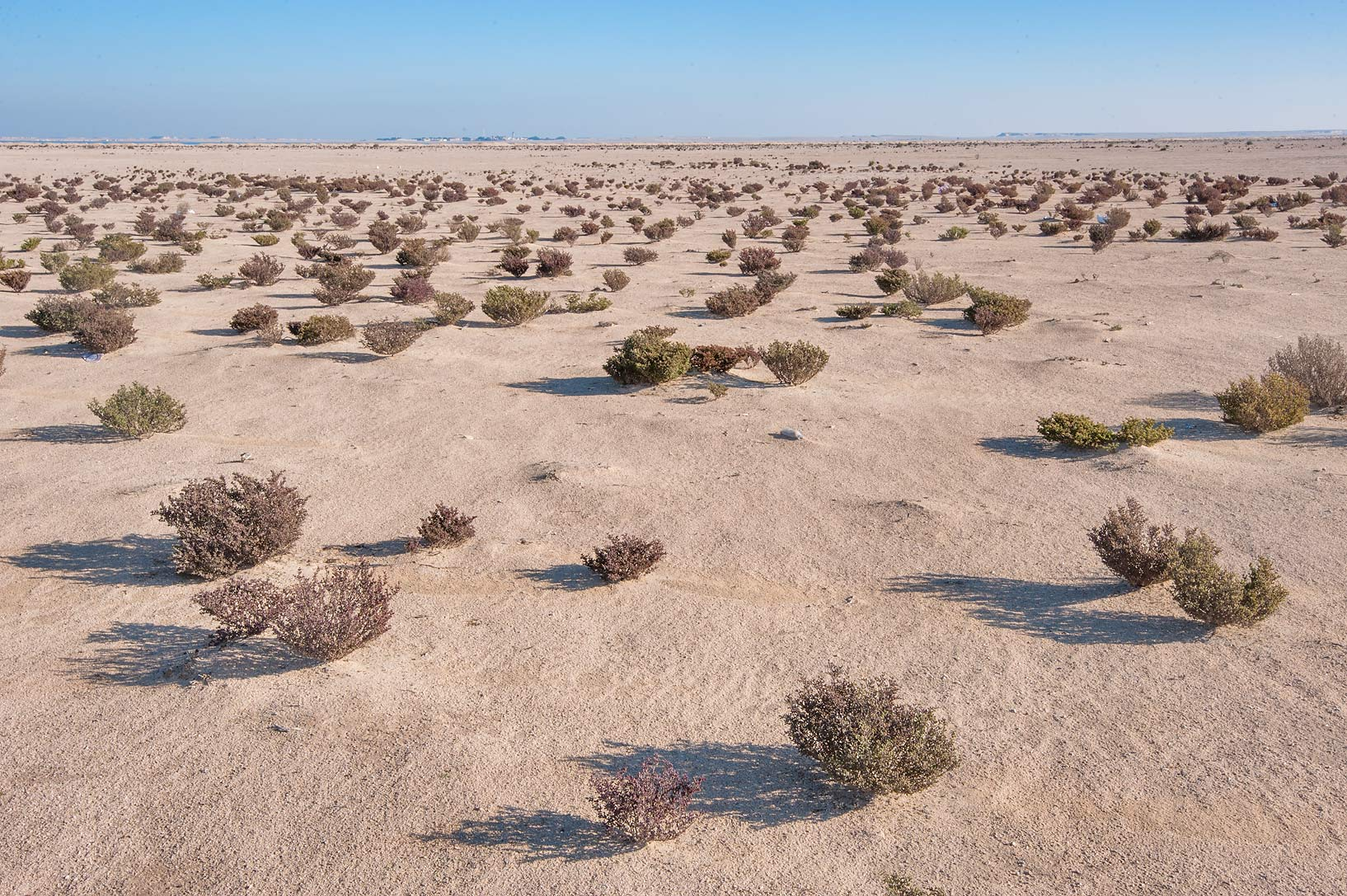
منظر طبيعي بالقرب من سبخة دخان

وتحتل هذه المنطقة الجزء الأكبر من الجهة الغربية لقطر، وتمتد لمسافة 87 كيلومتر (54 ميل) من رأس أبروق شمالًا إلى النخش جنوبًا. تتميز بوحداتها الهيكلية المعقدة، حيث يصل ارتفاعها إلى 92 متر (302 قدم) في خشم النخش والمنخفضات التي يصل ارتفاعها إلى −5 متر (−16 قدم) تحت مستوى سطح البحر في سبخة دخان. تمتد هذه السبخة، وهي أكبر مسطح ملحي داخلي في الخليج العربي لمسافة 20 كيلومتر (12 ميل) وتبلغ مساحتها 73 كـم2 (28 ميل2) وتستوعب أدنى نقطة في قطر عند −6 متر (−20 قدم) تحت مستوى سطح البحر. جبل نخش -سلسلة جبلية بارزة جنوب دخان- تحتوي على رواسب كبيرة من الجبس.
الصحراء الجنوبية

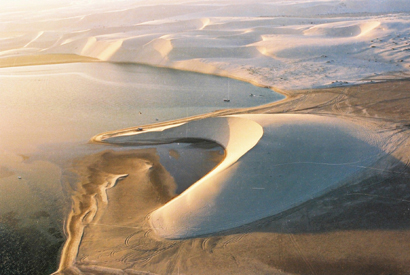
كثبان رملية في خور العديد

تشغل هذه المنطقة 34.7% من إجمالي مساحة قطر جنوب خط عرض الدوحة. وتشبه تضاريسها المناطق الصحراوية في أبوظبي والمملكة العربية السعودية والبحرين حيث تتخللها كثبان رملية متموجة وأسطح صخرية من نوع الحمادة. وتنقسم إلى أربع مناطق فرعية:
1. العريق: منطقة مثلثية الشكل في أقصى الغرب ذروتها أبو سمرة. يُحاذي جانبها الشمالي الطرف الجنوبي لطريق الدوحة-أبو سمرة، بينما يتبع جانبها الجنوبي خط الحدود من أبو سمرة باتجاه الجنوب الشرقي.[9]
2. الميوسين - تيوار: يتميز بتلال معزولة وسط سهل صخري. يصل ارتفاع التلال إلى 103 متر (338 قدم) وتشمل أعلى نقطة في قطر، وهي قرين أبو البول. تتركز هذه المنطقة الفرعية في الجزء الجنوبي الغربي من شبه جزيرة قطر بما في ذلك مناطق مثل مكينس والخرارة ووادي جلال.[9]
3. الأسطح الصخرية: تتكون من مساحات شاسعة من الصخور المكشوفة، والتي غالبًا ما تكون متآكلة بفعل عوامل التعرية، متحولة إلى سهول صخرية مسطحة تُعرف باسم أرصفة الصحراء. قد يكون السطح مغطى بفسيفساء من الحصى وشظايا الصخور المتراصة، أو في بعض الأماكن بطبقة رقيقة من الرواسب المعدنية المتصلبة التي تُشكل قشرة صلبة. تنقسم هذه المنطقة الفرعية إلى وحدتين: إحداهما على شكل شبه منحرف يحدها خط أنابيب المياه المار عبر أبو نخلة إلى مسيعيد، والأخرى تمتد من أم جولاق جنوبًا شرقًا عبر الخبيب والفليحه وأم الحيران إلى خور العديد.[9]
4. الكثبان الرملية: تشغل 1.6% من مساحة قطر، ويصل ارتفاع الكثبان الرملية إلى 38 متر (125 قدم) إلى 67 متر (220 قدم). تتخلل الكثبان الرملية العديد من الأحواض المغلقة التي يتراوح ارتفاع أرضياتها من 19 متر (62 قدم) إلى 34 متر (112 قدم) أمتار فوق مستوى سطح البحر، مما أدى إلى تضاريس متموجة. يتوافق الحد الشمالي لهذه المنطقة الفرعية مع خط عرض أم عوينة.[9]

## المساحة
المساحة
الإجمالي:11.437 كيلومتر مربع
اليابسة:11.437 كيلومتر مربع
الماء:0 كيلومتر مربع
الحدود:
الإجمالي:60 كيلومتر
حدود البلاد:60 كيلومتر مع السعودية
الخط الساحلي:563 كيلومتر
الارتفاعات القصوى:
الأدنى:الخليج العربي 0
الأقصى: أبو قرين 103 متر.